# The Bitter Truth
The Bitter Truth é o quinto álbum de estúdio da banda americana de metal alternativo Evanescence, lançado em 26 de março de 2021 pela gravadora BMG. As músicas foram lançadas uma de cada vez conforme o álbum ainda era criado e gravado. O álbum é o primeiro da banda em mais de três anos, sucessor de Synthesis de 2017, bem como o primeiro álbum de inéditas desde o álbum autointitulado de 2011.
Foi eleito pela Loudwire como o 25º melhor álbum de rock/metal de 2021.

## Antecedentes e desenvolvimento
A vocalista Amy Lee relatou que planeja fazer várias sessões de gravações durante o ano de 2020, de modo a trabalhar com diferentes produtores, lançando os singles pouco a pouco, até ter o álbum completo no final. A ideia de trabalhar com diferentes produtores foi descartada devido à pandemia da COVID-19, fazendo com que Nick Raskulinecz seja o único produtor do trabalho. Ela também relatou que a sonoridade do disco seria uma "volta às raízes", sendo ainda "obscuro e pesado" e com algumas "influências de The Open Door". Segundo ela, alguns dos materiais não utilizados no álbum autointitulado e Synthesis podem vir a serem desenvolvidos e lançados neste registro. A banda compôs novas músicas no meio da turnê em 2019.
Após as primeiras sessões de gravação, Amy declarouː
As músicas vêm de diferentes lugares e não têm o mesmo estilo. É uma combinação de muitas coisas. É definitivamente 100% nós, mas também estamos assumindo riscos, e acho que é significativo – profundamente significativo... Muitas das músicas têm atitude.
Embora ela não revelou o conteúdo lírico das músicas, ela esclareceu que a nova perspectiva que ela tem como compositora se deve aos acontecimentos de sua vida. Além de ter se tornado mãe, ela perdeu seu irmão em 2018. "Há muitas letras que são uma volta às minhas raízes no sentido de procurar significado nas coisas... Que o significado está por aí. Mas não é tudo obscuro e sério", acrescentou em entrevista ao Loudwire. Sobre a variedade de estilos no álbum, Amy disse:
Uma das coisas que queremos fazer é pegar os elementos que formam o nosso som e tentar separá-los e dar a cada um deles seu próprio momento. Então, algumas das músicas não têm cordas e são pesadas. E há outras que estão na zona eletrônica, e outras mais orquestrais. Acima de tudo, é um álbum de rock.

Ela acrescentou que gostaria de dar ao álbum uma paleta de cores, deixando com que cada elemento sonoro que forma o som da banda seja acentuado no trabalho, chamando o disco de "um Evanescence desconstruído". Em outra entrevista, ela disse:
As músicas são todas diferentes. Quero que esse álbum mostre todas as nossas facetas, mas o mais importante é que quero criar sem pensar muito sobre o que quero que ele seja, e apenas deixar que ele seja o que é. Definitivamente tem uma vibe alternativa grunge dos anos 90 surgindo, o que é adorável. Isso é um retorno às origens para mim no sentido mais honesto, já que esse estilo me inspirou muito nos meus anos de formação.
Em entrevista à NYLON em junho de 2020, ela acrescentou:
Será uma jornada. Uma das músicas que já gravamos é de 10 anos atrás, da primeira vez que fomos gravar o nosso terceiro álbum, completamente reformada numa coisa nova e especial. Até agora, algumas das músicas ainda estão sendo compostas, outras ainda nem foram compostas. E muito já aconteceu esse ano, há tanto a dizer. Então, sim, há temas, mas acho que o maior deles é sobre tempo. Passado, presente e futuro, tudo de uma vez. E parte disso tem a ver com o fato de que o álbum é uma coisa viva em crescimento, já que está sendo lançado aos poucos, como a vida.
Em dezembro de 2020, disseː
Ao fazer um álbum completo, principalmente depois de todo esse tempo, sempre quero lançar uma declaração, como, 'Estamos nessa fase, é assim que somos' – precisa ser um espectro de emoções e reflexões que fazem quem nós somos como banda. Até agora, sinto que cada música que lançamos é uma cor muito diferente do espectro e há mais cores por vir, com certeza.
No lugar de arranjos de corda, a banda usou eletrônicos, como sintetizadores e efeitos sonoros.
A banda iniciou as gravações do álbum em 20 de janeiro de 2020 nos estúdios Rock Falcon em Nashville, com o produtor Nick Raskulinecz, o mesmo responsável pela produção de Evanescence (2011). A sessão encerrou em 5 de fevereiro, e quatro canções haviam sido gravadas. Em julho, a banda retomou as gravações no estúdio de Nick. Para tanto, os membros residentes nos Estados Unidos tiveram que serem testados para COVID-19, e todos deram negativo, porém Jen Majura teve de trabalhar remotamente, já que residia na Alemanha. Em 9 de setembro, Amy revelou que o álbum estava próximo de ser finalizado, com 70% "pronto". Em novembro, Amy disse que estava dando os toques finais no trabalho, acrescentando programação e orquestração, e que estava decidindo a ordem das faixas. As gravações foram finalizadas no mesmo mês.
Músicas como "Yeah Right", "Feeding the Dark" e "Take Cover", que foi estreada nos shows de 2016, foram originalmente compostas para o álbum autointitulado, mas foram repaginadas em The Bitter Truth. A intro, "Artifact/The Turn", é uma colaboração com Scott Kirkland, da dupla The Crystal Method, e foi composta, gravada e programada durante a turnê de 2019.

## Conceito e lançamento
O álbum foi anunciado em 17 de abril de 2020 sem uma data de lançamento, pois a ideia desde o princípio era de lançar uma música de cada vez conforme o álbum ainda é criado. Isso se deve ao fato de que Amy gostaria de viver no momento com a música e também que cada música tivesse seu próprio momento sentido pelos fãs e a banda.
"Chama-se The Bitter Truth porque um dos maiores temas é verdade versus mentira, amor versus ódio, iluminando a escuridão. Também conecta-se à aceitação de nossos defeitos e não ter medo de ser quem você é externamente. Canto sobre isso, pois é um desafio para mim. Estou sempre cantando da minha própria experiência e desejos na vida, mas quando isso se aplica a outras pessoas é incrível, mas tudo que canto no álbum é definitivamente de um lugar introspectivo."
Em uma entrevista de rádio em setembro de 2020, ela deu outra explicação sobre o títuloː
"O álbum tem esse título por um motivo. Não é sobre mostrar seu lado mais bonito, é sobre mostrar seu eu interior mais real e ser fiel a si mesmo externamente a qualquer custo. Sinto que existe uma maneira de se ter uma opinião forte e ainda respeitar seus semelhantes que não necessariamente concordam contigo."
A data de lançamento do álbum foi anunciada em 4 de dezembro de 2020 juntamente com a pré-venda. O álbum foi disponibilizado em formato digital, CD, vinil e um box set edição limitada com CD bônus, diário da Amy, pôster de "Use My Voice" e uma fita cassete contendo áudio e música exclusivos dos bastidores da produção do trabalho.

## Promoção

### Singles
O primeiro single, "Wasted on You", foi lançado em 24 de abril de 2020, o segundo, intitulado "The Game Is Over", foi lançado em 1 de julho de 2020, e o terceiro, intitulado "Use My Voice", foi lançado em 14 de agosto de 2020. O quarto single, "Yeah Right", foi lançado em 4 de dezembro juntamente com a pré-venda e data de lançamento do álbum. Essa música foi originalmente composta para Evanescence com Will B. Hunt em 2010, mas descartada pela então gravadora junto com o resto do material gravado nas primeiras sessões daquele ano. O quinto single, "Better Without You", foi lançado em 5 de março de 2021 como o último single antes do lançamento do álbum. A música é inspirada pela experiência de Amy Lee na indústria fonográfica e o que ele teve de superar para chegar onde está hoje com a banda, com cada verso para cada obstáculo que ela ultrapassou durante sua carreira.

### Turnê
Para promover o álbum, o grupo irá realizar uma turnê na Europa entre setembro e outubro de 2021 intitulada Worlds Collide, juntamente com a banda holandesa de metal sinfônico Within Temptation. A turnê estava programada para abril de 2020, mas foi adiada devido à pandemia.

## Faixas
| N.º            | Título                | Compositor(es)                                     | Duração |  |
| 1.             | "Artifact/The Turn"   | Amy Lee Scott Kirkland                             | 2:26    |  |
| 2.             | "Broken Pieces Shine" | Lee Tim McCord Troy McLawhorn Will Hunt Jen Majura | 3:57    |  |
| 3.             | "The Game Is Over"    | Lee McCord McLawhorn Hunt                          | 4:24    |  |
| 4.             | "Yeah Right"          | Lee Will B. Hunt                                   | 3ː30    |  |
| 5.             | "Feeding The Dark"    | Lee Majura McCord McLawhorn Hunt B. Hunt           | 4:21    |  |
| 6.             | "Wasted on You"       | Lee Majura McCord McLawhorn Hunt                   | 4ː24    |  |
| 7.             | "Better Without You"  | Lee McCord McLawhorn Majura Nick Raskulinecz Hunt  | 4:05    |  |
| 8.             | "Use My Voice"        | Lee McCord McLawhorn Majura Jakoub Hunt            | 4:02    |  |
| 9.             | "Take Cover"          | Lee McCord McLawhorn Hunt B. Hunt                  | 3:17    |  |
| 10.            | "Far From Heaven"     | Lee                                                | 4:56    |  |
| 11.            | "Part of Me"          | Lee Majura McCord McLawhorn Hunt                   | 3:59    |  |
| 12.            | "Blind Belief"        | Lee McCord McLawhorn Hunt                          | 4:09    |  |
| Duração total: | Duração total:        | Duração total:                                     | 47:25   |  |

| Faixas bônus do Target e edição japonesa |                                 |                                                                                  |         |  |
| N.º                                      | Título                          | Compositor(es)                                                                   | Duração |  |
| 13.                                      | "Cruel Summer" (Live From Home) | Bananarama                                                                       |         |  |
| 14.                                      | "The Chain" (From Gears 5)      | Lindsey Buckingham, Mick Fleetwood, Christine McVie, John McVie and Stevie Nicks | 4:12    |  |

## Créditos
Todo o processo de elaboração de The Bitter Truth atribui os seguintes créditosː
| - Amy Leeː vocais, piano, teclados, programação - Troy McLawhornː guitarra - Jen Majuraː guitarra - Tim McCordː baixo - Will Huntː bateria - David Campbellː arranjo de cordas - Alan Umsteadː maestro - Nashville Music Scoring Orchestraː orquestra - Deena Jakoubː vocal de apoio (faixa 8) - Lzzy Haleː vocal de apoio (faixa 8) - Carrie Leeː vocal de apoio (faixa 8) - Lori Leeː vocal de apoio (faixa 8) - Sharon den Adelː vocal de apoio (faixa 8) - Lindsey Stirlingː vocal de apoio (faixa 8) - Taylor Momsenː vocal de apoio (faixa 8) - Amy McLawhornː vocal de apoio (faixa 8) - Will B. Huntː programação - Thiago Nunezː programação | - Nick Raskulineczː produção, mixagem - Nathan Yarboroughː engenheiro de som - Logan Greesonː engenheiro de som assistente - Ted Jensenː masterização - Josh Hartzlerː fotografia da capa - P.R. Brownː fotografia da contracapa |